# Кочуров, Султан Абдул Вагапович
Султан Абдул Вагапович Кочуров (иногда Султан Абдулвагапович или Кочуров 2-й; 9 (21) сентября 1866, Оренбургская губерния — 1917) — войсковой старшина, представитель военной династии мещеряков Кочуровых, участник Русско-Японской войны, командир 33-й Оренбургской особой казачьей сотни в период Первой мировой войны, кавалер четырёх орденов.

## Биография
Султан Кочуров родился 9 (21) сентября 1866 года в посёлке Варненский станицы Великопетровской второго военного отдела Оренбургского казачьего войска (ныне — село Варна Варненского района Челябинской области) в татарской семье «магометанского вероисповедания» — представитель военной династии казаков Кочуровых. Султан Абдул Вагапович получил общее образование в Оренбургской военной прогимназии, после окончания которой он поступил в местное Оренбургской казачье юнкерское училище — выпустился из него по второму разряду.
Кочуров приступил к воинской службе в Русской Императорской армии в начале ноября 1884 года. Он был произведён в хорунжии через четыре с половиной года, в конце марта 1889 года. Затем, в начале июля 1893 года, Султан Абдул Вагапович стал казачьим сотником, со старшинсвом с конца марта. До Русско-Японской войны, в июле 1903 года, он успел получить погоны подъесаула, причём со старшинством более чем на три года ранее — с мая 1900. Позже Кочуров дослужился до чина есаула (со старшинством с начала мая 1901 года). Незадолго до Первой мировой войны, в конце апреля 1914 года, он был повышен до войскового старшины.
В период с 1893 по 1894 год Кочуров проходил действительную службу в Оренбургском 1-м казачьем полку. С сентября-октября 1894 года он оказался на льготе. В 1899 году Султан Абдул Вагапович вернулся на службу — на этот раз он был зачислен в Оренбургский 4-й казачий полка. Вновь вышел на льготу без должности на границе двух веков, в 1901 году. В 1904 году Султан Кочуров был назначён со льготы в Оренбургский 9-й казачий полк (1904) — с этим соединением он принимал участие в Русско-Японской войне (воевал на Дальнем Востоке).
С 1906 по 1908 года Султан Абдул Вагапович вновь был в списках своего первого документально зафиксированного места службы — в списках 1-го казачьего полка. По состоянию на 1914 год он находился в Оренбургском 5-м казачьем полку — в апреле вышел в отставку в чине войскового старшины. Но пробыл Кочуров гражданским недолго: в период Великой войны вернулся в действующую армию, где получил под своё командование 33-ю Оренбургскую особую казачью сотню — в 1916 году он был награждён орденом Святой Анны 2 степени. Последнее, что известно о Султане Абдуле Вагаповиче Кочурове это факт его эвакуации «по болезни» с фронта в тыл. Он скончался в 1917 году.

## Награды
- Орден Святого Станислава 3 степени (1903)
- Орден Святой Анны 3 степени (1906)
- Орден Святого Станислава 2 степени (1912)
- Орден Святой Анны 2 степени с мечами (1916)
- Первый приз на скачках Туркестанской казачьей дивизии (1899)[2]

## Семья
Брат (младший): Шагимурат Абдул Вагапович Кочуров (Кочуров 1-й, 1868 — после 1918) — войсковой старшина, 19 февраля 1914 года оставил службу в связи с болезнью, в период Первой мировой войны командовал 22-й особой Оренбургской казачьей сотней, кавалер трёх орденов.